# Az amerikai animáció története
- A rajzfilmipar történetének kezdete.

Mivel a hollywoodi animáció, mint művészeti ág számtalan változáson ment keresztül százéves történelme alatt, a Wikipédia négy fejezetben tárgyalja:
Amerikai animáció a némafilmkorszakban (1900-as évek–1920-as évek)
- Az első moziban vetített rajzfilmek megjelenése, különös tekintettel Winsor McCay munkáira, a Koko the Clownra és a Felix the Catre.

- A New York-i Bray Studios az első és sokáig az egyetlen rajzfilmstúdió. Számos nagy hatású animátor kezdi a karrierjét itt, mint például Paul Terry (Mighty Mouse alkotója), Max Fleischer Betty Boop, és Walter Lantz, Woody Woodpecker szülőatyja. A stúdió körülbelül 1915-től 1928-ig foglalkozik animációs filmekkel. Legelső rajzfilmsztárjaik Farmer Alfalfa (Paul Terry alkotása) és Bobby Bumps (Earl Hurd kreálmánya).

- Max és Dave Fleischer megalapítják a Fleischer Studios-t, s megalkotják a Koko the Clow, az Out of the Inkwell és a Sound Car-Tunes sorozatokat.

Az amerikai animáció aranykora (1920-as évek–1950-es évek)
- A harmincas években Walt Disney hatása dominál olyan forradalmi rajzfilmeknek köszönhetően, mint a Silly Simphonies, a Mickey egér és a Donald kacsa.
- A Warner Bros. és a Metro-Goldwyn-Mayer felemelkedése.
- A Fleischer stúdió Betty Boop és Popeye rajzfilmjei.
- Disney Hófehérkéjével kezdetét veszi a Disney-aranykorszak.
- Eltávolodás a realizmustól, az új UPA-stílus (limitált animáció) megjelenése.

Amerikai animáció a televízió-korszakban (1930-as évek–1980-as évek)
- 1938: Chad Grothkopf nyolcperces, kísérlete filmje, a Willie the Worm az első animációs film, ami a TV számára készült, s az NBC-n látható.
- A televíziós rajzfilmsorozatok megjelenése a Hanna-Barbera stúdiónál.
- A moziban vetített rövid- és egész estés rajzfilmek hanyatlása.
- Szombat reggeli rajzfilmek.
- Az egész estés animációs filmek felélesztésének kísérlete a hatvanas években.
- A felnőtteknek szóló rajzfilmek megjelenése a hetvenes évek elején.
- Az animált reklám-rajzfilmek feltűnése a nyolcvanas években.

Modern animáció Amerikában (1980-as évektől napjainkig)
- Roger nyúl a pácban és a Disney-reneszánsz
- Steven Spielberg együttműködése a Warner Bros.-szal.
- Rengeteg új, merészebb rajzfilmstúdió.
- A felnőtt-rajzfilm újraéledése A Simpson család által.
- A kompjúteranimáció megjelenése.
- A hagyományos animáció hanyatlása.
- A szombat reggeli animációk eltűnése, a Nickelodeon és a Cartoon Network felbukkanása.
- Az Anime Robbanás: a japán animáció megjelenése és népszerűvé válása (a Toonami/Cartoon Network közrejátszása ebben).
- A Cartoon Network késő esti animációs blokkja, az Adult Swim rendkívül népszerűvé válása, s ezzel a felnőtteknek szóló rövid animációs filmek visszatérése.

## Fordítás
Ez a szócikk részben vagy egészben  a   History of animation#History of United States animation című angol Wikipédia-szócikk fordításán alapul.  Az eredeti cikk szerkesztőit annak laptörténete sorolja fel. Ez a jelzés csupán a megfogalmazás eredetét és a szerzői jogokat jelzi, nem szolgál a cikkben szereplő információk forrásmegjelöléseként.